# Ablativ
Ablativ (latin ablativus, som utmärker fråntagande) är ett kasus i nominas deklination och räknas som ett yttre lokalkasus.
I sin ursprungliga betydelse betecknar ablativen det varifrån något skiljes. I svenskan uttrycks den ursprungliga ablativrelationen vanligtvis genom att prepositionen "från" sätts framför det aktuella ordet. Exempel: Börje fick en present från Kalle (på finska: Börje sai lahjan Kallelta)
 I latinet har däremot ablativen fått fler funktioner som ursprungligen tillhörde lokativen och instrumentalis. Det svarar på frågor som var?, varifrån? och med vad?, och föregås vanligen av en preposition.
Se även ablativus absolutus.

## Ablativändelser
- Estniska: -lt
- Finska: -lta, -ltä[1]
- Latin: singular -a, -o, -e, -i, -u; plural -is, -bus, -ibus
- Ungerska: -tól, -től
- Turkiska: -dan, -den, -tan, -ten

## Finska
Kasuset ablativ används i finska för att uttrycka rörelse från en yta eller plats, eller "från/av" en person, men används också i vissa tids-, mått- och egenskapsuttryck, samt efter vissa verb för sinnesintryck som styr ablativ.
Exempel:
- Rörelse från yta/plats: Linja-auto ajoi tieltä — Bussen körde av vägen
- Av/från en person: Lainaan rahaa äidiltä — Jag lånar pengar av mamma
- Tid: Viini on vuodelta 1999 — Vinet är från år 1999
- Mått: Perunat maksavat euron kilolta — Potatisen kostar en euro per kilo (en euro kilot)
- Egenskap: Hän on luonteeltaan vilkas — Hon är livlig till sin natur
- Sinnesuttryck: Ruoka maistuu huonolta — Maten smakar illa[2]